# Waka Waka (This Time for Africa)
Waka Waka (This Time for Africa) – piosenka kolumbijskiej piosenkarki Shakiry, nagrana wspólnie z południowoafrykańskim zespołem Freshlyground, będąca oficjalną piosenką Mistrzostw Świata w Piłce Nożnej 2010 – łącznie z hiszpańskojęzyczną wersją zatytułowaną „Waka Waka (Esto es África)”.
11 maja 2010 została udostępniona w Internecie (digital download). Uzyskała przychylne opinie większości krytyków, jak również stała się międzynarodowym przebojem. W plebiscycie „Przebój Roku 2010” w radiu RMF FM piosenka zajęła 1. miejsce.

## Track listy i formaty
- CD singel[1][2]

1. Waka Waka (This Time for Africa) – 3:23
2. Waka Waka (This Time for Africa) (Club Mix) – 3:12

- Promo CD[3]: 3:22

## Listy przebojów
| Kraj (2010)          | Najwyższa pozycja |
| -------------------- | ----------------- |
| (Billboard Hot 100)  | 38                |
| Australia            | 32                |
| Austria              | 1                 |
| Belgia (Flandria)    | 1                 |
| Belgia (Walonia)     | 1                 |
| Chorwacja            | 19                |
| Dania                | 1                 |
| Europa               | 1                 |
| Finlandia            | 1                 |
| Francja              | 1                 |
| Hiszpania            | 1                 |
| Holandia             | 2                 |
| Irlandia             | 10                |
| Kanada               | 11                |
| Norwegia             | 2                 |
| Niemcy               | 1                 |
| Polish Airplay Chart | 1                 |
| Rosja                | 150               |
| Słowacja             | 2                 |
| Szwajcaria           | 1                 |
| Szwecja              | 1                 |
| Węgry                | 1                 |
| Wielka Brytania      | 21                |
| Włochy               | 1                 |